# 末松孝行
末松 孝行（すえまつ たかゆき、1920年代 - ）は、日本の俳優である。本名同じ。菅原秀雄、青木富夫、横山準、加藤清一、葉山正雄とともに同時代の「松竹蒲田の名子役」と謳われた。

## 人物・来歴
生年・生地など、不明である。いわゆる「松竹蒲田の名子役」たちと同世代である。
記録に残るもっとも早い時期の出演は、1935年（昭和10年）11月21日に公開された『東京の宿』（監督小津安二郎）であり、これが最後の松竹蒲田撮影所となり、同撮影所の大船への機能移転により、松竹大船撮影所に異動し、子役として出演を続けた。大船での最初の作品は、1936年（昭和11年）2月27日に公開された清水宏監督の『有りがたうさん』で、以降、清水作品に多く出演した。第二次世界大戦中は、1943年（昭和18年）3月11日に公開された瑞穂春海監督の『家に三男二女あり』のみで、同作以降の出演記録は見当たらない。その後の消息も不明である。存命であれば、90歳近い高齢である。
1979年（昭和54年）10月23日に発行された『日本映画俳優全集・男優編』（キネマ旬報社）に末松の項目はないが、「葉山正雄」の項目に、末松が蒲田の子役のひとり「アメリカ小僧」とイコールである旨の記述が存在するが、清水宏監督の『風の中の子供』（1937年）に、末松が幸介役、「アメリカ小僧」が金太郎役でそれぞれ出演、クレジットされており、別人である。同作での役名は「幸介」であり、日本映画データベースでの「幸助」は誤植である。

## フィルモグラフィ
すべてクレジットは「出演」である。公開日の右側には役名、および東京国立近代美術館フィルムセンター（NFC）、マツダ映画社所蔵などの上映用プリントの現存状況についても記す。同センターなどに所蔵されていないものは、とくに1940年代以前の作品についてはほぼ現存しないフィルムである。

### 松竹蒲田撮影所
すべて製作は「松竹蒲田撮影所」、すべて配給は「松竹キネマ」、特筆以外すべてサイレント映画である。
- 『東京の宿』 : 監督小津安二郎、1935年11月21日公開 - 正公、80分尺で現存（松竹DVD発売[2]・NFC所蔵[3]）

### 松竹大船撮影所
すべて製作は「松竹大船撮影所」、特筆以外すべて配給は「松竹キネマ」あるいは「松竹」、すべてトーキーである。
- 『有りがたうさん』 : 監督清水宏、1936年2月27日公開 - 旅芸人、75分尺で現存（NFC所蔵[3]）
- 『風の中の子供』 : 監督清水宏、1937年11月11日公開 - 幸介、86分尺で現存（松竹DVD発売[2]・NFC所蔵[3]）
- 『征戦愛馬譜 暁に祈る』 : 監督佐々木康、応援監督宗本英男、1940年4月17日公開
- 『みかへりの塔』 : 監督清水宏、1941年1月30日公開 - 良平、111分尺で現存（松竹DVD発売[2]・NFC所蔵[3]）
- 『団栗と椎の実』（『團栗と椎の實』[3]） : 監督清水宏、1941年5月29日公開 - 三郎、29分尺で現存（NFC所蔵[3]）
- 『家に三男二女あり』 : 監督瑞穂春海、配給映画配給社、1943年3月11日公開 - 少年時代次郎、6分尺の断片のみが現存（NFC所蔵[3]）